# GM Powertrain Torino
GM Global Propulsion Systems - Torino è un centro ingegneristico, fondato nel 2005, che si occupava della progettazione e sviluppo di motori a ciclo Diesel e centraline di controllo motore.
La sua sede a Torino era in uno degli edifici del Politecnico di Torino ed era il centro di competenza per il design di powertrain diesel di General Motors.
Fondata nel 2005, durante l'alleanza tra FIAT e GM, il centro faceva parte di Fiat-GM Powertrain. Dopo la cooperazione, il sito di Torino fu sotto il controllo diretto di GM.
Nel 2020 la GM lascia il sito di Torino, in seguito preso dalla multinazionale belga Punch Group.